# Надмалі підводні човни типу «Тритон»

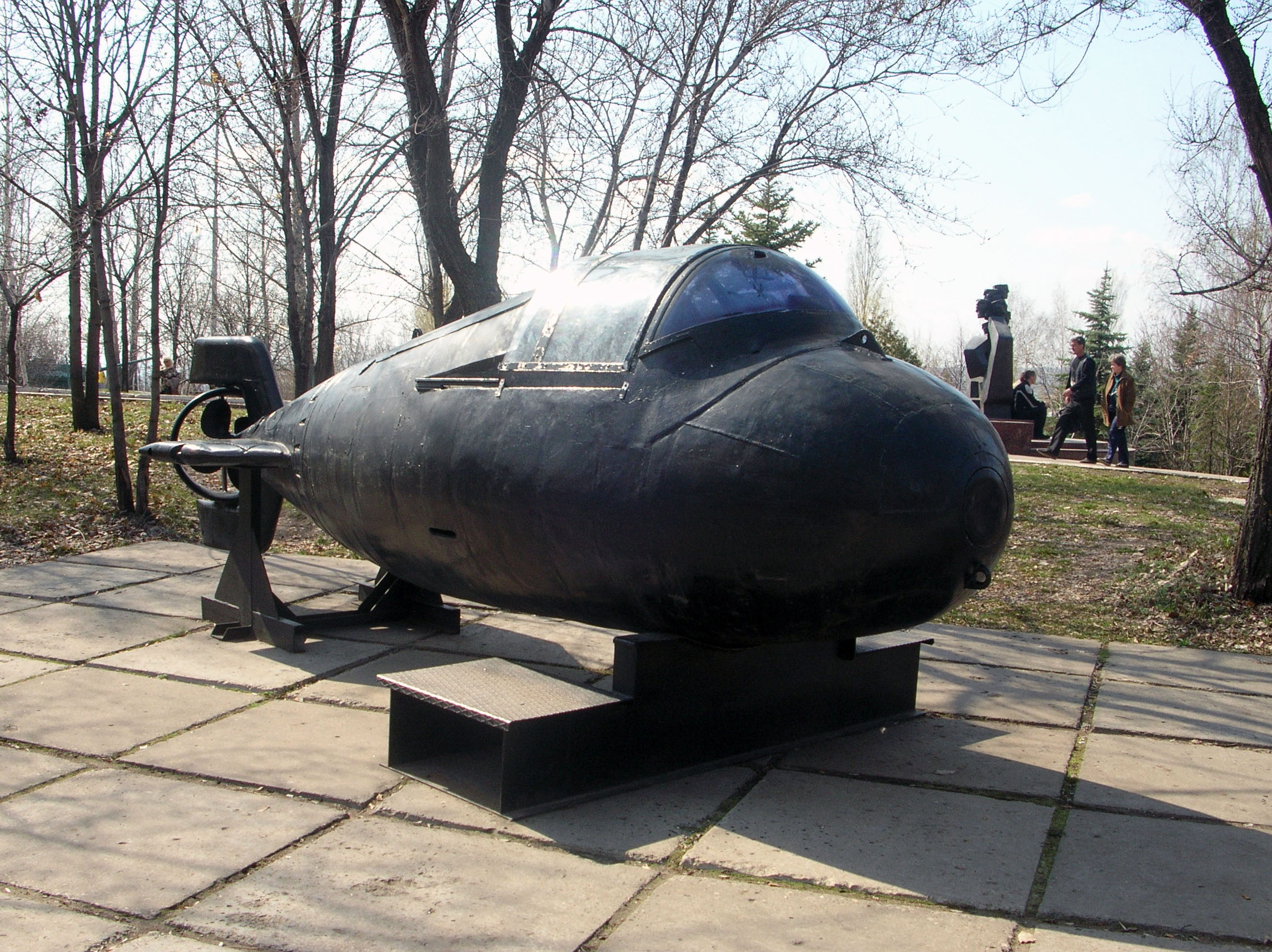
«Тритон-1М»

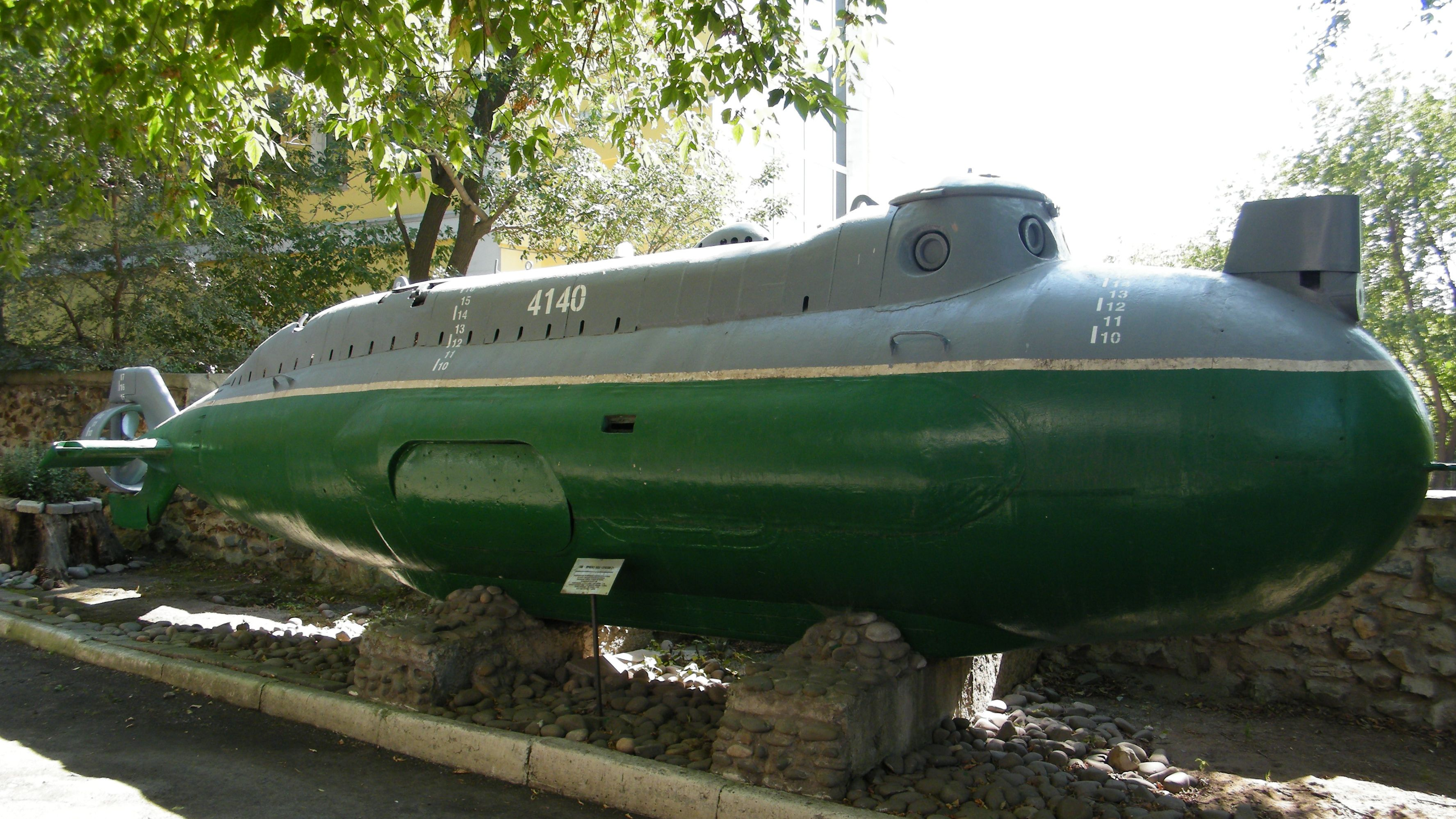
«Тритон-2»

Надмалі підводні човни типу «Трито́н» — групові підводні засоби руху (носії) розвідників-водолазів, призначені для прихованої доставки, висадки і повернення назад водолазів, постановки мін, здійснення підводного патрулювання, пошуку і знищення підводних диверсантів противника, огляду підводних об'єктів і корпусів кораблів. Існує два основні проєкти радянських надмалих підводних човнів (НМПЧ) типу «Тритон»: «Тритон-1М» (екіпаж два водолази) і «Тритон-2» (екіпаж шість осіб).

## Конструкція і тактико-технічні характеристики
«Тритон-1М» і «Тритон-2» є груповими підводними носіями «мокрого» типу — в обох проєктах НМПЧ екіпажі (водолази) розміщуються у заповнених водою водопроникних відсіках, які у підводному положенні знаходяться під впливом тиску забортної води, тому глибина їх занурення обмежена 40 метрами, а час безперервного перебування під водою — шістьма годинами. НМПЧ обладнані стаціонарними дихальними системами і автоматизованою системою управління носієм. Завдяки малим розмірам підводних човнів і їх малому тоннажу їх доставка в район застосування може здійснюватися автопричепом або судном-маткою.
| Основні характеристики                        | «Тритон-1М»                            | «Тритон-2»                             |
| --------------------------------------------- | -------------------------------------- | -------------------------------------- |
| Водотоннажність, тонн                         | 1,6                                    | 5,7                                    |
| Довжина максимальна, метрів                   | 5,0                                    | 9,5                                    |
| Ширина максимальна, метрів                    | 1,3                                    | 1,9                                    |
| Глибина занурення, метрів                     | 40                                     | 40                                     |
| Час безперервного перебування під водою, год. | 6                                      | 6                                      |
| Дальність плавання макс., миль                | 35                                     | 60                                     |
| Швидкість ходу макс. підводна, вуз.           | 6                                      | 6                                      |
| Екіпаж, чол.                                  | 2                                      | 6                                      |
| Матеріал корпусу                              | немагнітний алюмінієво-магнієвий сплав | немагнітний алюмінієво-магнієвий сплав |
| Енергетична установка                         | електрична від акумуляторних батарей   | електрична від акумуляторних батарей   |
| Потужність ЕУ, к.с.                           | 4,6                                    | 11                                     |

В кабіні «Тритона-1М» знаходяться два водолази з індивідуальними дихальними апаратами. Його корпус має також міцні водонепроникні відсіки: пульт управління в кабіні водія, акумуляторний і електромоторний відсіки. Транспортувальник може залишатися без руху на ґрунті до 10 діб. Він оснащений магнітним компасом, радіостанцією, гідроакустичною станцією (МГВ-11, МГВ-6В), автоматичною системою руху за курсом (навігаційний комплекс «Самум»).
«Тритон-2» відрізняється від «Тритон-1М» не тільки основними ТТХ, а і компоновкою приміщень. У «Тритоні-2» для водолазів передбачено два відсіки: попереду — два водолази-водії, позаду ще чотири «пасажири». Обладнання «Тритон-2» аналогічне «Тритон-1М».

## Історія проєктування і будівництва

Основні елементи конструкції НМПЧ «Тритон-1М»:1. Електромоторний відсік; 2. Акумуляторний відсік; 3. Кабіна водолазів; 4. Блок приладів управління.

Роботи по створенню групових підводних носіїв (ГПН) типу «Тритон» були розпочаті в Радянському Союзі у 1966 році. Їх вели конструктори проєктного бюро «Волна» під керівництвом Я. Є. Євграфова, а потім Е. С. Корсукова. У 1972–1973 роках двомісний апарат «Тритон-1М» проєкту 907 пройшов випробування, після чого почалося його серійне виробництво на Новоадміралтейскому заводі в Ленінграді.
Всього до 1980 року було побудовано 32 одиниці «Тритон-1М».
Технічний проєкт 908 («Тритон-2») був розроблений в 1970 році. У 1971 році розрахунково-конструкторська документація передана на Новоадміралтейський завод. А в 1974 році був виготовлений перший дослідний зразок надмалого підводного човна даного проєкту.
Всього до 1985 року було випущено 13 екземплярів «Тритон-2».

## Експлуатація
На момент розпаду СРСР групові носії водолазів типу «Тритон» перебували на озброєнні частин спеціального призначення ВМФ Північного, Тихоокеанського, Балтійського, Чорноморського флотів і Каспійської флотилії.
В новоутворених державах СНД НМПЧ типу «Тритон-1М» і «Тритон-2» малися на озброєнні частин спецпризначення ВМФ Росії, ВМС Азербайджану і України (7-а окрема бригада СпО ВМС України). Наразі більшість з них вже виведена з експлуатації у зв'язку з завершенням граничних термінів, але за окремими даними якась кількість їх ще використовується. Зокрема декілька одиниць «Тиртон-1М» експлуатуються на Північному флоті РФ.
З 1980-х років югославська, а нині хорватська, компанія Brodosplit виробляє двомісні транспортувальники типу R-2M, близькі за компоновкою, габаритами і характеристиками до «Тритон-1М». Модернізований варіант «Тритонів» пропонує до продажу російська компанія Санкт-Петербурзьке бюро машинобудування «Малахіт».